# Monte Sillara
Il Monte Sillara è una cima dell'Appennino tosco-emiliano alta 1.861 m. slm., al confine tra l'Emilia e la Toscana, tra i comuni di Monchio delle Corti, (Parma), e Bagnone, (Massa-Carrara).
Rappresenta la massima elevazione dell'Appennino parmense ed uno dei monti più elevati della Lunigiana. 
La montagna è inserita nel contesto del Parco Nazionale dell'Appennino Tosco-Emiliano.

## La montagna e i percorsi

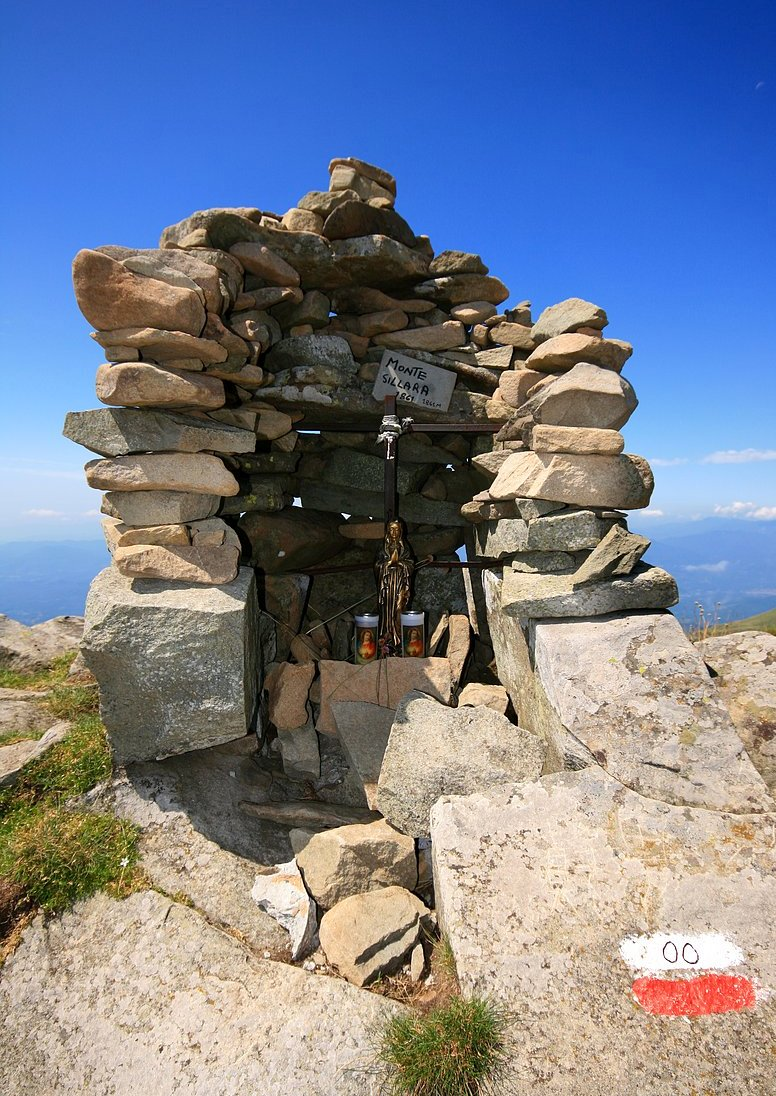
La cappellina in pietra sulla vetta del Sillara.

Il Sillara è una delle vette più significative dell'Appennino Settentrionale, facilmente individuabile sia provenendo dalla Val di Magra per la presenza di un grosso massiccio pietroso posizionato in corrispondenza della vetta stessa, quasi fosse un balcone rivolto verso il fiume Magra e il Mar Ligure, sia dalla parte parmense per la caratteristica forma di una prua di nave rivolta verso il cielo che assume il pendio che porta fino alla sua cima.
La montagna è facilmente raggiungibile dal Monte Losanna (1.856 m.) e dal Monte Bragalata (1.835 m.), passando per il passo di Compione (1.794 m.), mentre il percorso dal Monte Paitino (1.815 m.) e dal Monte Matto (1.837 m.) è molto più ostico e pericoloso, a causa dei notevoli dislivelli e precipizi lungo il cammino.
Volgendo lo sguardo verso la Lunigiana si può intravedere il caratteristico borgo medioevale di Iera o Jera. In direzione nord ovest si para la valle del Parma e si scorge la frazione di Trefiumi, poco distante dal borgo di Valditacca. In direzione nord est si estende la Val Cedra, appartenente al bacino idrografico dell'Enza.
L'ascensione del monte è più agevole dal versante parmense. Il versante lunigianese è molto ripido e scosceso, adatto consigliabilmente ad arrampicatori esperti. Sulla vetta si trova una piccola cappella in pietra con una statua della Madonna.

## I laghi e le sorgenti
Poco al di sotto della vetta, in direzione nord-est, sul versante parmense, si trovano due laghi di origine glaciale. 
Il lago Sillara superiore (11.400 m², a quota 1.732 m.) e il lago Sillara inferiore (11.350 m², a quota 1.731 m.), che sono i più elevati dell'appennino parmense.
Durante i periodi particolarmente piovosi il livello delle acque lacustri aumenta visibilmente sommergendo il piccolo braccio pietroso di terra che separa i due laghi, con l'effetto di creare un unico bacino.
Alla base del monte Sillara, sul versante sud, nasce il Bagnone, affluente di sinistra del fiume Magra, molto ricco d'acqua, che percorre tutta l'omonima valle. Dal versante nord scende il Rio dei Frasconi, che confluisce nel torrente Cedra, affluente di sinistra dell'Enza.